# قائمة الأفلام المغربية في الترشيحات الأولية لجائزة الأوسكار لأفضل فلم أجنبي
يعرض هذا المقال قائمة الأفلام المغربية المقدمة لجائزة الأوسكار لأفضل فيلم بلغة أجنبية منذ عام 1977 في حفل توزيع جوائز الأوسكار 50.

## الأفلام المقترحة
| السنة (الحفل)                                  | عنوان الفيلم في الترشيح          | العنوان الأصلي     | المخرج           | النتيجة                 |
| ---------------------------------------------- | -------------------------------- | ------------------ | ---------------- | ----------------------- |
| 1977 حفل توزيع جوائز الأوسكار الخمسون          | Blood Wedding                    | عرس الدم           | سهيل بنبركة      | لم يترشح                |
| 1998 حفل توزيع جوائز الأوسكار الحادي والسبعون  | Mektoub                          | مكتوب              | نبيل عيوش        | لم يترشح                |
| 2000 حفل توزيع جوائز الأوسكار الثالث والسبعون  | Ali Zaoua: Prince of the Streets | علي زاوا           | نبيل عيوش        | لم يترشح                |
| 2006 حفل توزيع جوائز الأوسكار التاسع والسبعون  | The Moroccan Symphony            | السمفونية المغربية | كمال كمال        | لم يترشح                |
| 2008 حفل توزيع جوائز الأوسكار الحادي والثمانون | Goodbye Mothers                  | وداعا أمهات        | محمد إسماعيل     | لم يترشح                |
| 2009 حفل توزيع جوائز الأوسكار الثاني والثمانون | Casanegra                        | كازانيكرا          | نور الدين لخماري | لم يترشح                |
| 2011 حفل توزيع جوائز الأوسكار الرابع والثمانون | Omar Killed Me                   | عمر قتلني          | رشدي زيم         | وُضع في القائمة المختصرة |
| 2012 حفل توزيع جوائز الأوسكار الخامس والثمانون | Death for Sale                   | موت للبيع          | فوزي بنسعيدي     | لم يترشح                |
| 2013 حفل توزيع جوائز الأوسكار السادس والثمانون | Horses of God                    | يا خيل الله        | نبيل عيوش        | لم يترشح                |
| 2014 حفل توزيع جوائز الأوسكار السابع والثمانون | The Red Moon                     | القمر الأحمر       | حسن بنجلون       | لم يترشح                |
| 2015 حفل توزيع جوائز الأوسكار الثامن والثمانون | Aida                             | عايدة              | إدريس المريني    | لم يترشح                |
| 2016 حفل توزيع جوائز الأوسكار التاسع والثمانون | A Mile in My Shoes               | مسافة ميل بحذائي   | سعيد خلاف        | لم يترشح                |
| 2017 حفل توزيع جوائز الأوسكار التسعون          | Razzia                           | غزية               | نبيل عيوش        | لم يترشح                |
| 2018 حفل توزيع جوائز الأوسكار الحادي والتسعون  | Burnout                          | بورن أوت           | نور الدين لخماري | لم يترشح                |
| 2019 حفل توزيع جوائز الأوسكار الثاني والتسعون  | Adam                             | آدم                | مريم التوزاني    | لم يترشح                |
| 2020 حفل توزيع جوائز الأوسكار الثالث والتسعون  | The Unknown Saint                | سيد المجهول        | علاء الدين الجم  | لم يترشح                |
| 2021 حفل توزيع جوائز الأوسكار الرابع والتسعون  | Casablanca Beats                 | علي صوتك           | نبيل عيوش        | لم يترشح                |
| 2022 حفل توزيع جوائز الأوسكار الخامس والتسعون  | The Blue Caftan                  | القفطان الأزرق     | مريم التوزاني    | وُضع في القائمة المختصرة |
| 2023 حفل توزيع جوائز الأوسكار السادس والتسعون  | The Mother of All Lies           | كذب أبيض           | أسماء المدير     | وُضع في القائمة المختصرة |
| 2024 حفل توزيع جوائز الأوسكار السابع والتسعون  | Everybody Loves Touda            | في حب تودا         | نبيل عيوش        | لم يترشح                |